# Joan Pradells
Joan Pradells Martínez (Valencia, 23 de diciembre de 1996) es un culturista e influencer español.

## Trayectoria deportiva
Joan Pradells nació en 1996 en Valencia. De joven practicaba rugby, aunque con 17 años ya entrenaba y competía en powerlifting. En diciembre de 2021, fue cuando comenzó con el culturismo.
Habiendo competido tan solo 2 veces, consiguió el carnet profesional IFBB Pro tras ganar el Empro Classic de Alicante en 2022. Su debut profesional se produjo en junio de 2023, alcanzando un séptimo puesto en el Empro Classic.
Su última participación en una competición profesional iba a ser el China Pro 2025 el 22 de junio de 2025 pero por unos problemas de salud a última hora no pudo participar.

## Carrera en internet
Comenzó a subir contenido a YouTube y a las redes sociales a raíz de asistir al Arnold Classic 2017. Actualmente, sube contenido principalmente a su canales de YouTube y Twitch, además de sus redes sociales.